# Pseudomyrmex simulans
Pseudomyrmex simulans är en myrart som beskrevs av Kempf 1958. Pseudomyrmex simulans ingår i släktet Pseudomyrmex och familjen myror. Inga underarter finns listade i Catalogue of Life.

## Bildgalleri

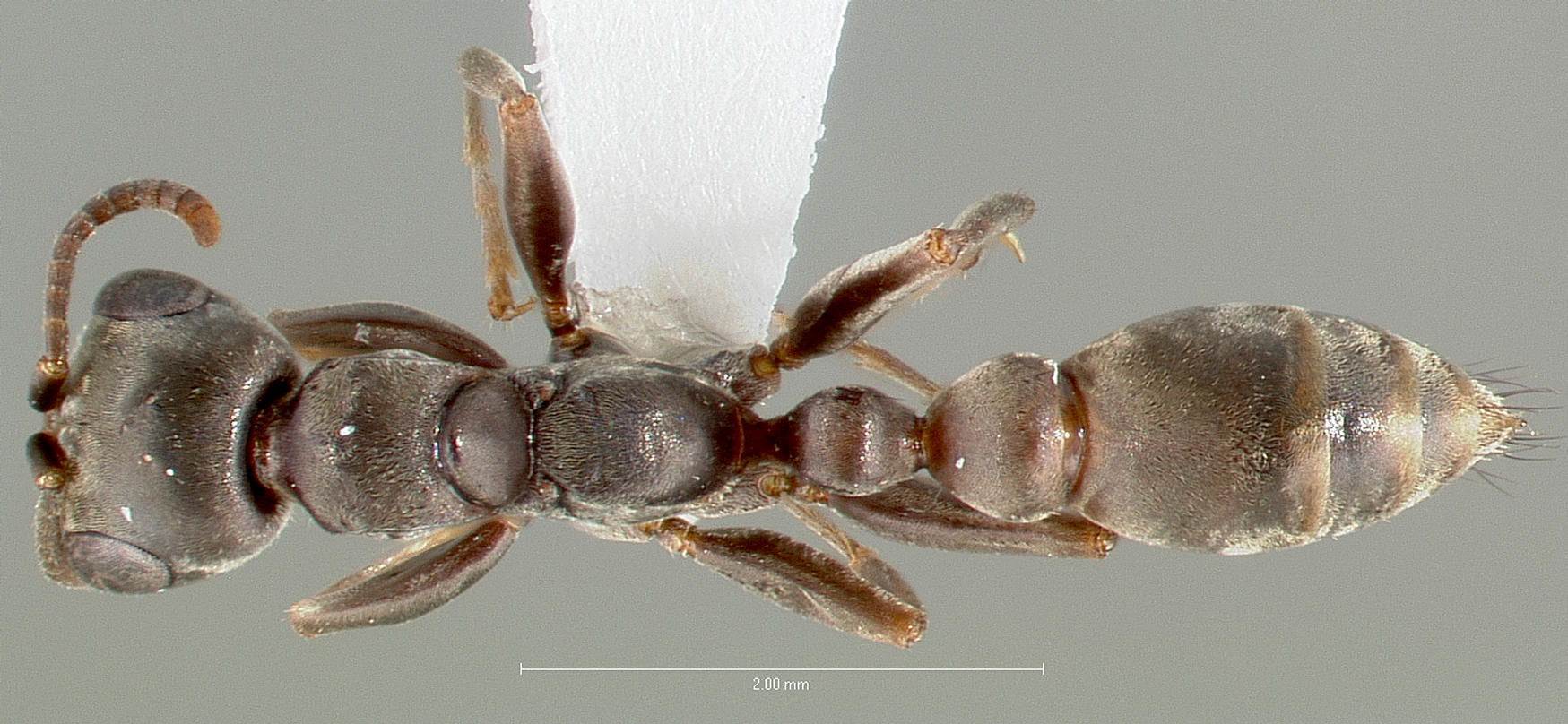
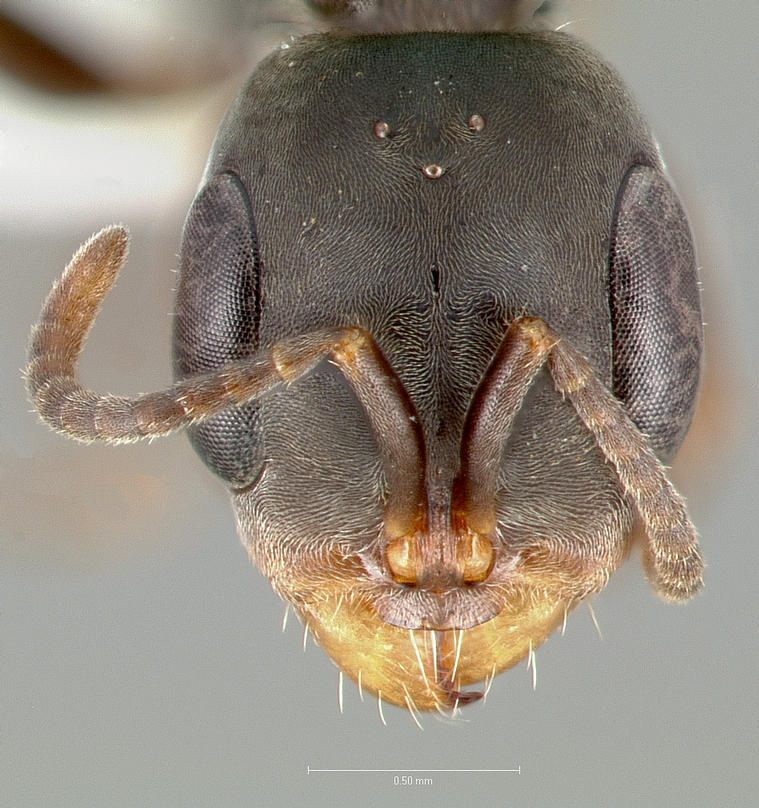
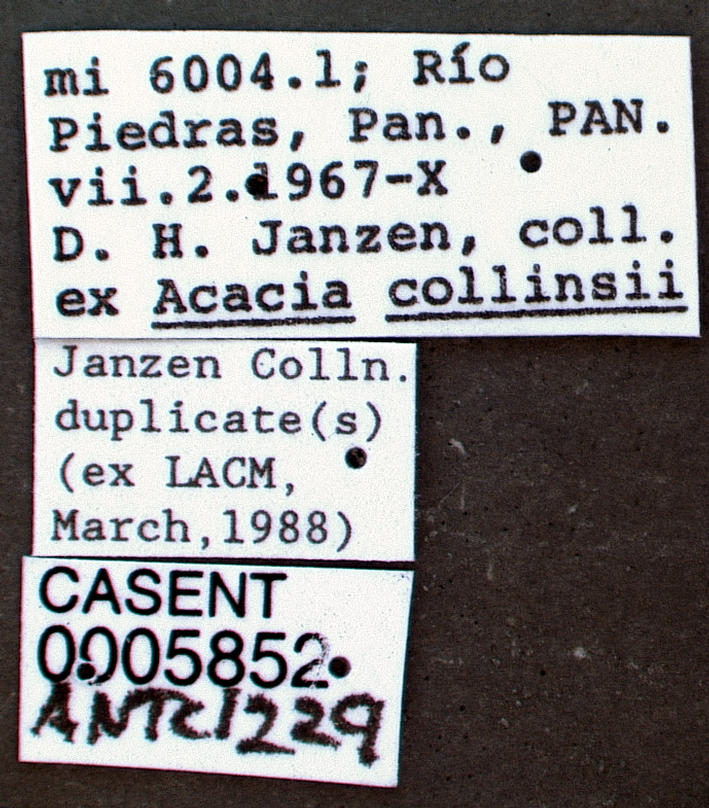
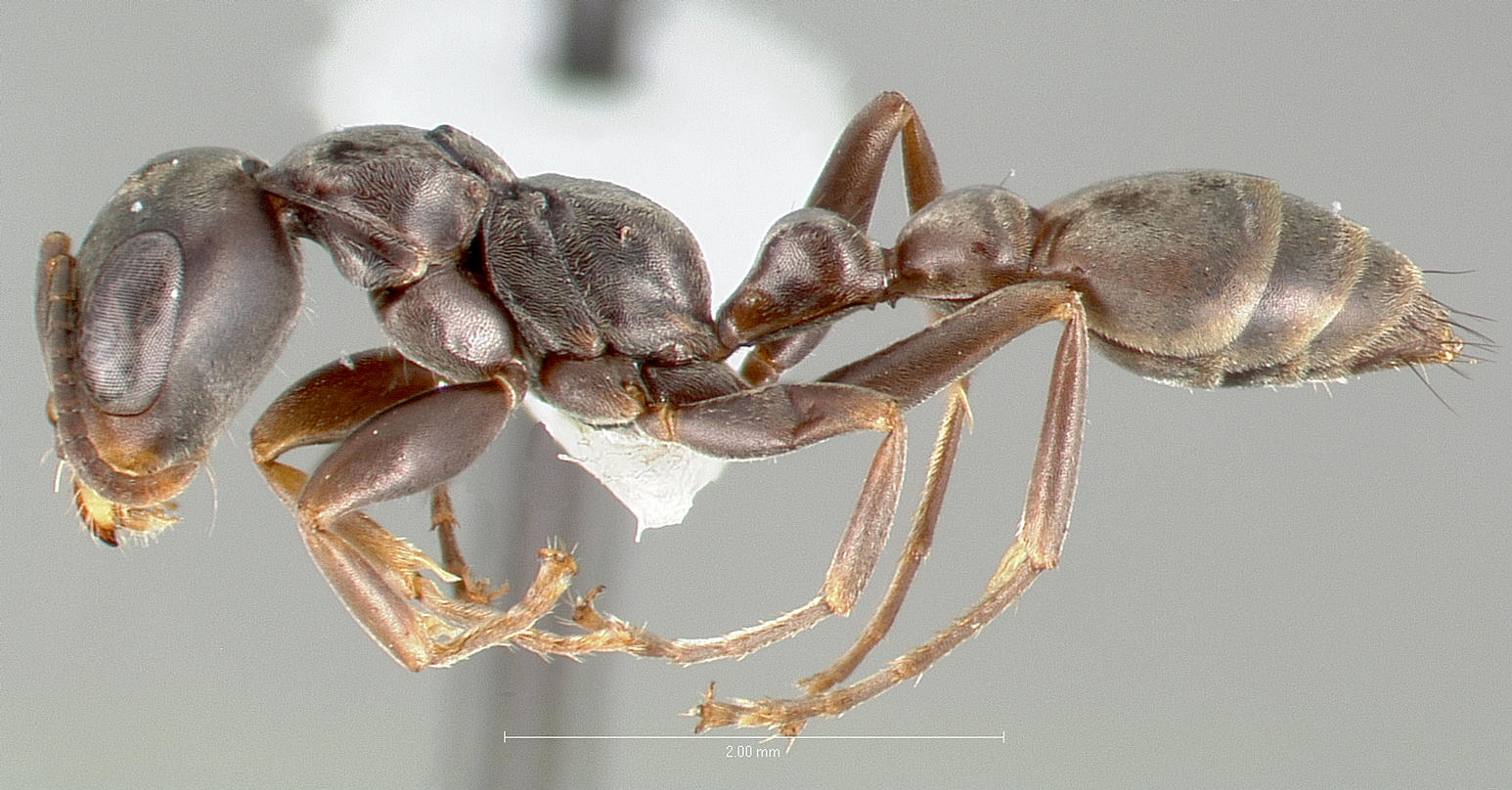